# ヤマハ発動機ビズパートナー
ヤマハ発動機ビズパートナー株式会社（英語：Yamaha Motor Biz Partner Co., Ltd.）は、ヤマハ発動機の子会社。ヤマハ発動機グループ向けシェアードサービス（人事・給与、社員教育、経理・財務、福利厚生、不動産売買・仲介、建設・施設管理、間材調達）や、人材サービス（労働者派遣、職業紹介）、保険サービス（損害保険、生命保険の代理店）、石油製品類の販売、モバイル通信機器の販売などを行っている。本社は静岡県磐田市。

2019年4月1日、共にヤマハ発動機の子会社で、施設管理・オフィス関連サービスなどの総務業務、厚生業務および保険代理店業などを行っていた「ヤマハモーターサポート＆サービス株式会社」、人事業務、経理業務を行っていた「ヤマハ発動機マネジメントサービス株式会社」、人材サービス事業を行っていた「ヤマハモーターアシスト株式会社」の3社が、ヤマハモーターサポート＆サービス株式会社を存続会社として吸収合併し、ヤマハ発動機ビズパートナー株式会社としてスタートした。

## 沿革
- 1982年9月1日  - ワイエス（ヤマハモーターサポートアンドサービス）設立。
- 2019年4月1日  - ヤマハモーターサポートアンドサービス・ヤマハ発動機マネジメントサービス・ヤマハモーターアシストが合併し、ヤマハ発動機ビズパートナー設立。

## 事業部
企画管理部として統合三社の総務・人事系事業を統一し、その他の各事業部はそれぞれ統合前の事業を継続している。

### 総務業務部
国内ヤマハ発動機グループのファシリティサービス（オフィスや事業所の維持管理、増改築・修繕などの建設、所有・賃借不動産の管理、不動産の売買・賃貸の仲介など）、社用車の管理、印刷、事務用品・ノベルティ・防災用品・イベント用品等の業務に必要な各種物品の調達など、ハードからソフトまで幅広く事務業務をサポートしている。
（ヤマハモーターサポートアンドサービスの事業を継続）

### 人事業務部
国内ヤマハ発動機グループの給与・賞与・退職金計算、社会保険、人事情報の管理、海外駐在員の赴任事務、人事システムの維持管理、教育・研修等の業務を行ってる。
（ヤマハ発動機マネジメントサービスの事業を継続）

### 福利厚生部
国内ヤマハ発動機グループの社員食堂、託児所、寮・社宅、体育館などの施設の運営・管理、通勤バスの運行、海外駐在員への生活物資の送付、社員の引越サービスなどの提供を行っている。
（ヤマハモーターサポートアンドサービスの事業を継続）

### 経理業務部
国内ヤマハ発動機グループの経理・財務に関する業務を幅広く担い、法令、会計基準、税制やグループ指針・ルールに則り、適切な会計処理を行っている。
（ヤマハ発動機マネジメントサービスの事業を継続）

### 人材サービス部
静岡県西部地域に密着した総合人材サービス（人材派遣・人材紹介）を行っている。
（ヤマハモーターアシストの事業を継続）

#### 事業詳細
- 労働者派遣事業（一般派遣・紹介予定派遣・技術者育成派遣）
- 有料職業紹介事業
- 再就職支援事業
- 教育研修事業（個人向け・企業向け）
- 業務受託事業

#### 活動地域
- 静岡県西部地域（磐田市、袋井市、森町、掛川市、菊川市、牧之原市、浜松市、湖西市）

#### 事業許可
- 一般労働者派遣事業（許可番号／派22-301162）
- 有料職業紹介事業（許可番号／22-ユ-300598）

### 保険サービス部
国内ヤマハ発動機グループとその取引先、並びに社員や地域の方々に、リスクに対した最適な保険サービスの提案・提供を行っている。
（ヤマハモーターサポートアンドサービスの事業を継続）

### 営業部
国内ヤマハ発動機グループの構内ショップ施設の運営・管理、販促品の管理・販売などを行っている。
（ヤマハモーターサポートアンドサービスの事業を継続）

### 石油営業部
ガソリンスタンドを運営している。また、国内ヤマハ発動機グループの工場へガソリンなどの石油製品を供給するとともに、エンジンの開発・実験部署に潤滑油開発の支援を行っている。
（ヤマハモーターサポートアンドサービスの事業を継続）

### モバイル通信営業部
国内ヤマハ発動機グループにモバイル通信機器を販売するとともに、磐田市内ショップでの一般向け販売を行ってる。
（ヤマハモーターサポートアンドサービスの事業を継続）

## 事業所
- 本社および本社エリア（企画管理部／総務業務部／福利厚生部／人事業務部／経理業務部／石油営業部）
- 磐田駅前オフィス（人材サービス部／人事業務部／総務業務部）
- 豊田オフィス（保険サービス部／モバイル通信営業部）
- 磐田北オフィス（営業部）

### 営業所
- 人材サービス部　磐田営業所、浜松営業所
- 保険サービス部　豊田本店、東京営業所、神戸営業所、九州営業所

## その他
サッカーJリーグジュビロ磐田のスタジアムアドボードスポンサー（ゴール裏看板・バックスタンドLED看板）、公式サイトバナー広告スポンサーである。